# Четырёхугольный трапецоэдр
| Четырёхугольный трапецоэдр | Четырёхугольный трапецоэдр                                               |
| -------------------------- | ------------------------------------------------------------------------ |
| Четырёхугольный трапецоэдр |                                                                          |
| Тип                        | трапецоэдр                                                               |
| Конвей                     | dA4                                                                      |
| Диаграмма Коксетера        | node_fh · 2x · node_fh · 8 · node · node_fh · 2x · node_fh · 4 · node_fh |
| Грани                      | 8 дельтоидов                                                             |
| Рёбер                      | 16                                                                       |
| Вершин                     | 10                                                                       |
| Конфигурация граней        | V4.3.3.3                                                                 |
| Группа симметрии           | D4d, [2+,8], (2*4), order 16                                             |
| Группа вращений            | D4, [2,4]+, (224), order 8                                               |
| Двойственный многогранник  | Квадратная антипризма                                                    |
| Свойства                   | выпуклый, транзитивин по граням                                          |

Четырёхугольный трапецоэдр или дельтоэдр — это второй многогранник в бесконечной серии многогранников с однородными гранями, которые являются двойственными антипризмам. Многогранник имеет восемь граней, которые конгруэнтны дельтоидам. Многогранник двойственен квадратной антипризме.

## Использование для генерации сеток
Это тело используется как тестовый случай при генерации шестиугольных расчётных сеток, что упрощает тестирование по сравнению с тестом Роба Шнайдера в виде квадратной пирамиды с границами, поделёнными на 16 четырёхугольников. В этом контексте четырёхугольный трапецоэдр называют также кубическим октаэдром, четырёхугольным октаэдром, или восьмиугольным веретеном, поскольку тело имеет восемь четырёхугольных граней и однозначно определяется как комбинаторный многогранник этим свойством. Добавление четырёх кубоидов (тел, топологически эквивалентных кубу) в сетку для кубического октаэдра даёт сетку для пирамиды Шнайдера. Будучи простосвязным многогранником (то есть любой путь из рёбер разбивает грани на два несвязных множества) с чётным числом граней, кубический октаэдр может быть разложен на топологические кубоиды с кривыми гранями, которые прилегают друг к друг полными гранями и не нарушают границы четырёхугольников , что позволяет построить явно сетку для этого типа. Однако неясно, можно ли получить такое разложение, в котором все кубоиды будут выпуклыми многогранниками с плоскими гранями.

## Связанные многогранники
| Семейство трапецоэдров V.n.3.3.3 | Семейство трапецоэдров V.n.3.3.3 | Семейство трапецоэдров V.n.3.3.3 | Семейство трапецоэдров V.n.3.3.3 | Семейство трапецоэдров V.n.3.3.3 | Семейство трапецоэдров V.n.3.3.3 | Семейство трапецоэдров V.n.3.3.3 | Семейство трапецоэдров V.n.3.3.3 | Семейство трапецоэдров V.n.3.3.3 | Семейство трапецоэдров V.n.3.3.3 | Семейство трапецоэдров V.n.3.3.3 |
| -------------------------------- | -------------------------------- | -------------------------------- | -------------------------------- | -------------------------------- | -------------------------------- | -------------------------------- | -------------------------------- | -------------------------------- | -------------------------------- | -------------------------------- |
| Многогранники                    |                                  |                                  |                                  |                                  |                                  |                                  |                                  |                                  |                                  |                                  |
| Мозаики                          |                                  |                                  |                                  |                                  |                                  |                                  |                                  |                                  |                                  |                                  |
| Конфиг.                          | V2.3.3.3                         | V3.3.3.3                         | V4.3.3.3                         | V5.3.3.3                         | V6.3.3.3                         | V7.3.3.3                         | V8.3.3.3                         | ...V10.3.3.3                     | ...V12.3.3.3                     | ...V∞.3.3.3                      |

Четырёхугольный трапецоэдр является первым телом в серии двойственных плосконосых многогранников и мозаик с конфигурацией граней V3.3.4.3.n.
| 4n2 симметрии плосконосых мозаик: 3.3.4.3.n | 4n2 симметрии плосконосых мозаик: 3.3.4.3.n | 4n2 симметрии плосконосых мозаик: 3.3.4.3.n | 4n2 симметрии плосконосых мозаик: 3.3.4.3.n | 4n2 симметрии плосконосых мозаик: 3.3.4.3.n | 4n2 симметрии плосконосых мозаик: 3.3.4.3.n | 4n2 симметрии плосконосых мозаик: 3.3.4.3.n | 4n2 симметрии плосконосых мозаик: 3.3.4.3.n | 4n2 симметрии плосконосых мозаик: 3.3.4.3.n |
| Симметрия 4n2                               | Сферическая                                 | Сферическая                                 | Евклидова                                   | Компактная гиперболическая                  | Компактная гиперболическая                  | Компактная гиперболическая                  | Компактная гиперболическая                  | Paracomp.                                   |
| Симметрия 4n2                               | 242                                         | 342                                         | 442                                         | 542                                         | 642                                         | 742                                         | 842                                         | ∞42                                         |
| ------------------------------------------- | ------------------------------------------- | ------------------------------------------- | ------------------------------------------- | ------------------------------------------- | ------------------------------------------- | ------------------------------------------- | ------------------------------------------- | ------------------------------------------- |
| Плосконосые мозаики                         |                                             |                                             |                                             |                                             |                                             |                                             |                                             |                                             |
| Конфиг.                                     | 3.3.4.3.2                                   | 3.3.4.3.3                                   | 3.3.4.3.4                                   | 3.3.4.3.5                                   | 3.3.4.3.6                                   | 3.3.4.3.7                                   | 3.3.4.3.8                                   | 3.3.4.3.∞                                   |
| Гиро- мозаики                               |                                             |                                             |                                             |                                             |                                             |                                             |                                             |                                             |
| Конфиг.                                     | V3.3.4.3.2                                  | V3.3.4.3.3                                  | V3.3.4.3.4                                  | V3.3.4.3.5                                  | V3.3.4.3.6                                  | V3.3.4.3.7                                  | V3.3.4.3.8                                  | V3.3.4.3.∞                                  |